# TRAPPIST-1f
TRAPPIST-1f, ook aangeduid als 2MASS J23062928-0502285 f, is een exoplaneet, waarschijnlijk rotsachtig maar onder een massieve water-stoom gasachtige omhulling bij zeer hoge druk en temperatuur, draaiend binnen de bewoonbare zone rond de ultrakoele dwerg TRAPPIST-1 op 40,7 lichtjaar (12 parsecs) afstand van de aarde in het sterrenbeeld Waterman. De exoplaneet werd gevonden met behulp van de overgang-methode, waarbij het verduisterende effect wordt gemeten dat een planeet veroorzaakt wanneer zij voor haar ster langs trekt.
Het was een van de vier nieuwe exoplaneten die met behulp van waarnemingen van de Spitzer ruimtetelescoop rond de ster werden ontdekt.

## Kenmerken

### Massa, straal en temperatuur
TRAPPIST-1f is een exoplaneet ter grootte van de aarde, wat betekent dat hij een massa en straal heeft die dicht bij die van de aarde liggen. Hij heeft een evenwichtstemperatuur van 219 K (−54 °C), die stijgt tot boven 1.400 K (1.130 °C) als rekening wordt gehouden met de opwarming van zijn waarschijnlijk zeer dichte atmosfeer. Hij heeft een straal van 1,045 ± 0,038 aardstralen en een massa van 0,68 ± 0,18 aardmassa, wat hem een dichtheid geeft van 3,3±0,9 g/cm³. Deze waarden wijzen op een oppervlaktezwaartekracht van ongeveer 6,1 m/s² (62% van de aardse waarde).

### Atmosfeer
Volgens simulatie van de interactie tussen magma-oceaan en atmosfeer zal TRAPPIST-1f tijdens de eerste fasen van de evolutie waarschijnlijk een fractie van de primordiale dampatmosfeer hebben behouden, en daarom waarschijnlijk een dikke oceaan bezitten die bedekt is met een atmosfeer die rijk is aan abiotische zuurstof.

### Ster
De planeet draait rond een (M-type) ultrakoele dwergster met de naam TRAPPIST-1. De ster heeft een massa van 0,08 zonsmassa en een straal van 0,11 zonnestralen. Hij heeft een temperatuur van 2550 K en is ten minste 500 miljoen jaar oud. Ter vergelijking: de Zon is 4,6 miljard jaar oud en heeft een temperatuur van 5778 K. De ster is metaalrijk, met een metalliciteit (Fe/H) van 0,04, ofwel 109% van de zonnehoeveelheid. Dit is bijzonder vreemd, omdat van zulke sterren met een lage massa, die zich op de grens bevinden tussen bruine dwergen en waterstofsmeltende sterren, verwacht mag worden dat ze aanzienlijk minder metaal bevatten dan de zon. Zijn lichtkracht is 0,05% van die van de zon.
De schijnbare magnitude van de ster, of hoe helder hij lijkt vanuit het perspectief van de aarde, is 18,8. Hij is dus te zwak om met het blote oog te worden gezien.

### Baan
TRAPPIST-1f draait om zijn ster met een omlooptijd van ongeveer 9,206 dagen en een straal van ongeveer 0,037 maal die van de aarde (vergeleken met de afstand van Mercurius tot de zon, die ongeveer 0,38 AE is).

## Bewoonbaarheid

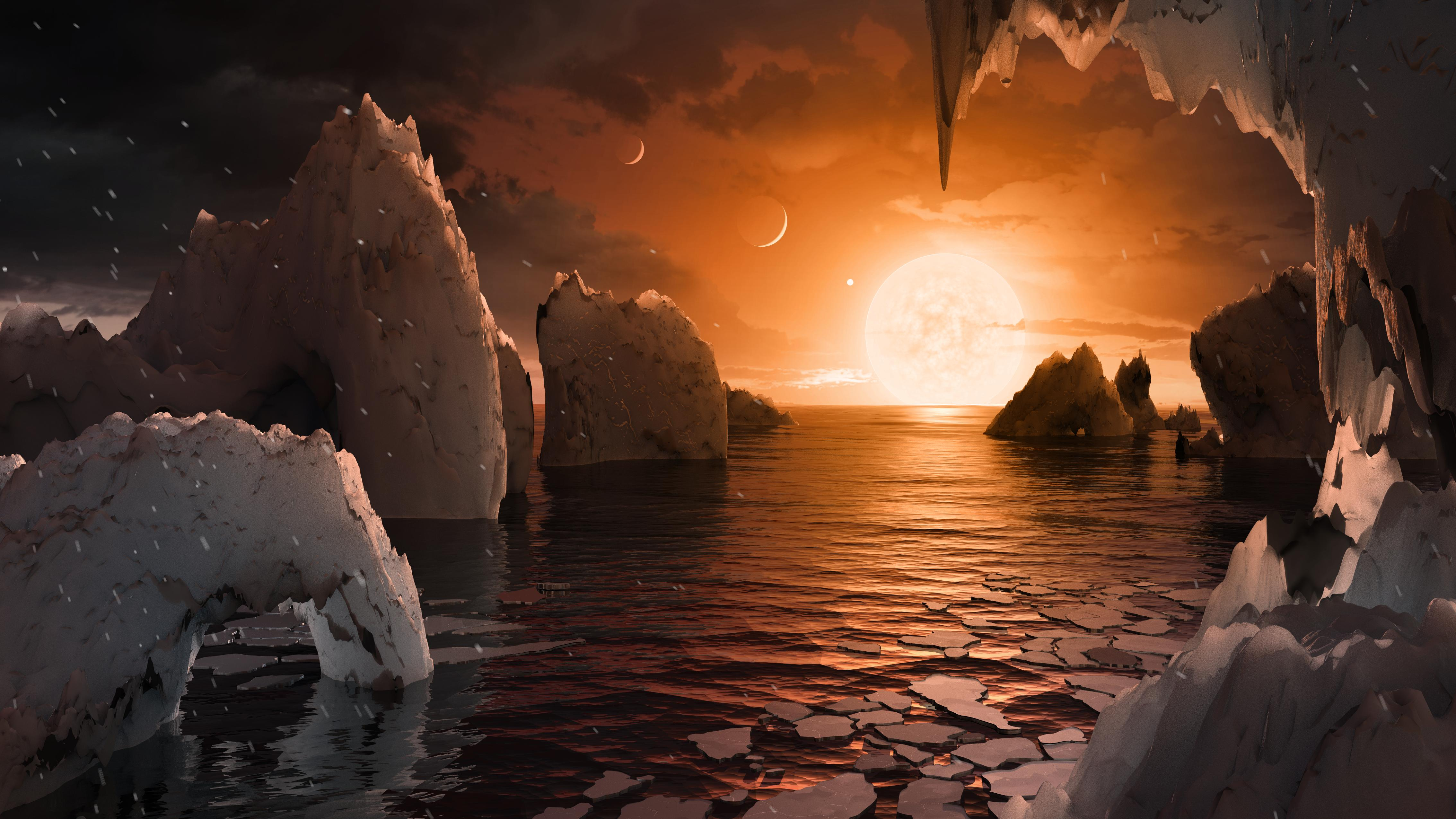
Artist's impression van het oppervlak van TRAPPIST-1f, met een oceaan van vloeibaar water op zijn oppervlak. De ster en de naburige planeten zijn ook afgebeeld.

Er werd aangekondigd dat de exoplaneet ofwel binnen ofwel iets buiten de bewoonbare zone van zijn moederster draait, de regio waar, met de juiste omstandigheden en atmosferische eigenschappen, vloeibaar water op het oppervlak van de planeet kan bestaan. Op 31 augustus 2017 meldden astronomen van de Hubble ruimtetelescoop het eerste bewijs van mogelijke waterinhoud op de TRAPPIST-1 exoplaneten.
TRAPPIST-1f heeft een straal die ongeveer gelijk is aan die van de aarde, met ongeveer 1,045 aardstralen, maar slechts ongeveer twee derde van de massa van de aarde, met ongeveer 0,68 aardmassa. Het wordt dus enigszins onwaarschijnlijk geacht dat het een volledig rotsachtige planeet is, en uiterst onwaarschijnlijk dat het een aardachtige is, dat wil zeggen rotsachtig met een grote ijzeren kern maar zonder een dikke waterstof-heliumatmosfeer die de planeet omhult. Simulaties wijzen er sterk op dat de planeet voor ongeveer 20% uit water bestaat. Met zo'n dikke watermantel zullen de druk en de temperatuur hoog genoeg zijn om het water in gasvormige toestand te houden en vloeibaar water zal alleen bestaan als wolken aan de top van de atmosfeer van TRAPPIST-1f. TRAPPIST-1f is daarom waarschijnlijk niet meer bewoonbaar dan een andere gas- of ijsreus met waterwolken in zijn atmosfeer.
Zijn gastster is een rode ultrakoele dwerg, met slechts ongeveer 8% van de massa van de zon (dicht bij de grens tussen bruine dwergen en waterstofverbruikende sterren). Daardoor hebben sterren als TRAPPIST-1 de mogelijkheid om tot 4-5 biljoen jaar te leven, 400-500 keer langer dan de zon zal leven. Omdat TRAPPIST-1 zo lang kan leven, is het waarschijnlijk dat het een van de laatst overgebleven sterren zal zijn wanneer het heelal veel ouder is dan nu, wanneer het gas dat nodig is om nieuwe sterren te vormen uitgeput zal zijn, en de overgebleven sterren zullen beginnen uit te sterven.
De planeet is zeer waarschijnlijk opgesloten in een getijdenstelsel, waarbij één hemisfeer permanent naar de ster is gericht, terwijl de andere kant in eeuwige duisternis is gehuld. Maar tussen deze twee intense gebieden zou er een strook van gematigde temperatuur zijn - de terminatorlijn genoemd, waar de temperaturen geschikt kunnen zijn (ongeveer 273 K of 0 °C) om vloeibaar water te laten bestaan. Bovendien kan een veel groter deel van de planeet bewoonbaar zijn als het een voldoende dikke atmosfeer heeft om warmte over te brengen naar de kant die van de ster is afgekeerd.